# Fuenferrada
Fuenferrada és un municipi d'Aragó situat a la província de Terol i enquadrat a la comarca de les Conques Mineres.